# تالا ساموي
تالا ساموي هي العملة الوطنية في ساموا والمعتمدة منذ عام 1967 بعد استقلالها عن نيوزيلندا بخمس سنوات، وتنقسم التالا إلى 100 سيني.

## الأوراق النقدية
ابتداءً من عام 1985 استخدم بنك ساموا المركزي الجديد الأوراق التي أصدرها مجلس نقد ساموا الغربية، ولكن مع اسم المُصدر الجديد باللغتين الساموية والإنجليزية. أُقف إصدار 1 تالا، وأصدرت فئات 50 و100 تالا في عام 1990.
تحتوي أعلى فئتين (50 و100 تالا) على خيط أمان بصري من دو لا رو.
| سلسلة الأوراق النقدية 2008 | سلسلة الأوراق النقدية 2008 | سلسلة الأوراق النقدية 2008 | سلسلة الأوراق النقدية 2008 | سلسلة الأوراق النقدية 2008                                        | سلسلة الأوراق النقدية 2008                           | سلسلة الأوراق النقدية 2008 |
| الصورة                     | القيمة                     | الأبعاد (ملم)              | اللون                      | الوصف                                                             | الوصف                                                | تاريخ الإصدار              |
| الصورة                     | القيمة                     | الأبعاد (ملم)              | اللون                      | الوجه                                                             | العكس                                                | تاريخ الإصدار              |
| -------------------------- | -------------------------- | -------------------------- | -------------------------- | ----------------------------------------------------------------- | ---------------------------------------------------- | -------------------------- |
|                            | 5                          | 140х72                     | أحمر                       | أشجار في خليج                                                     | فيلا فيليما، مقر الإقامة السابق لروبرت لويس ستيفنسون | 2008                       |
|                            | 10                         | 140х72                     | أزرق                       | منتخب ساموا لسباعيات الرغبي، الفائز في هونغ كونغ سيفينز نسخة 2007 | مجموعة أطفال                                         | 2008                       |
|                            | 20                         | 140х72                     | أصفر                       | شلال سوبواجا (Sopo'aga) يبلغ طوله 50 مترًا يقع في جزيرة أوبولو     | حمام المنقار المسنن، طائر ساموا الوطني               | 2008                       |
|                            | 50                         | 140х72                     | أرجواني                    | مبنى حكومة ساموا، أبيا                                            | مبنى بنك ساموا المركزي، أبيا                         | 2008                       |
|                            | 100                        | 140х72                     | أخضر                       | رئيس الدولة ماليتوا سوسوجا تانومافيلي الثاني                      | كاتدرائية أبيا                                       | 2008                       |